# مارك سيميولي
مارك سيميولي (بالإنجليزية: Mark Semioli)‏ هو مدرب كرة قدم ولاعب كرة قدم أمريكي في مركز الدفاع، ولد في 20 مارس 1968 في بروكلين في الولايات المتحدة. لعب مع لوس أنجلوس غلاكسي ونيويورك ريد بولز.

## وصلات خارجية
- مارك سيميولي على موقع الدوري الأمريكي (الإنجليزية)
- مارك سيميولي على موقع قاعدة بيانات كرة القدم.إي يو (الإنجليزية)